# Afrogortyna
Afrogortyna is een geslacht van vlinders van de familie uilen (Noctuidae), uit de onderfamilie Amphipyrinae.

## Soorten
- A. altimontana Krüger, 1997
- A. trinota (Herrich-Schäffer, 1854)